# Herbert Maschke (Fußballspieler)
Herbert Maschke (* 2. September 1930 in Dresden; † 13. Juni 2000) war ein deutscher Fußballspieler. In der höchsten Spielklasse des DDR-Fußballs, der Oberliga, spielte er für die SG Dynamo Dresden und nach deren Umzug nach Ost-Berlin innerhalb der Saison 1954/55 für den SC Dynamo Berlin.

## Sportlicher Werdegang
Herbert Maschke begann seine Laufbahn bei der SG Cotta, die später als BSG Lokomotive Dresden im Nachkriegsfußball antrat. Anfang der 1950er-Jahre wechselte er zur SG Deutsche Volkspolizei Dresden. Der Spielerstamm dieser Elf war im Sommer 1950 entstanden, als über 40 Spieler der bestehenden VP-Gemeinschaften in Forst (Lausitz) zusammengezogen worden waren, um aus ihnen den Kader für die künftige Schwerpunktgemeinschaft in Dresden zusammenzustellen. Es wurden so Leistungsträger der SG Volkspolizei Potsdam, unter anderem Herbert Schoen, Johannes Matzen und Günter Schröter, an deren Seite Maschke später auflief, in die Dresdner Mannschaft integriert.
Maschke fuhr mit der SG Dynamo Dresden in deren Gründungsjahr 1953 vor der BSG Wismut Aue die DDR-Meisterschaft ein. Mit einem Einsatz in der Saison 1952/53 war seine Beteiligung am Titel noch gering. Später stieg er zum Leistungsträger auf. Im Herbst 1954 wurde die Mannschaft von Dynamo Dresden nach Ost-Berlin delegiert und trat nunmehr unter dem Namen des in jenen Tagen gegründeten SC Dynamo Berlin an. Mit Dynamo Berlin gewann er nach einem 3:2-Sieg über den SC Wismut Karl-Marx-Stadt im Spieljahr 1959 den FDGB-Pokal, blieb in der Meisterschaft dem sechsfachen DDR-Meister und Lokalrivalen Vorwärts Berlin im innerstädtischen Kampf um die Spitze der Tabelle in aller Regel aber unterlegen. Nach der Saison 1956 mussten die Dynamo-Fußballer aus dem Oberhaus absteigen, aber schafften bereits im folgenden Spieljahr den Wiederaufstieg in die ostdeutsche Elitespielkasse. Beste Platzierung in Maschkes Zeit bei Dynamo war der 2. Platz in der Saison 1960. Mit zwei Toren in 25 Spielen hatte der Läufer einen wichtigen Anteil an dieser Leistung. 1961/62 erreichte Maschke mit Dynamo erneut das FDGB-Pokalfinale, unterlag dem SC Chemie Halle mit 1:3.
Seine Laufbahn setzte er nach dem Ausscheiden aus dem SC-Dynamo-Oberligakader bei der Ost-Berliner Dynamo-Filiale Dynamo Hohenschönhausen fort. Im Anschluss agierte er unterklassig bei einer weiteren Gemeinschaft der Sportvereinigung Dynamo, der SG Dynamo Adlershof. In insgesamt 205 Oberligaspielen gelangen ihm 17 Treffer.

### Auswahleinsätze
1954 wurde Maschke einmal in die Auswahl des Demokratischen Sektors Berlin berufen. Mit der Auswahl, die aus Spielern der Ost-Berliner Sportclubs Vorwärts und Dynamo bestand, kam Maschke im Moabiter Poststadion gegen West-Berlin zu einem 3:3. Im Mai 1955 spielte er in einer Gesamtberliner Elf gegen die Stadtmannschaft von Prag (1:0).
Auf internationaler Ebene bestritt Maschke zwischen 1959 und 1962 insgesamt sieben Länderspiele für die A-Nationalelf der DDR. Eine Partie fand im Rahmen der WM-Qualifikation für die Endrunde in Chile statt, für die sich die DDR nicht qualifizieren konnte. Vor einem Debüt in der A-Elf im August 1959 war er bereits einmal in der B-Auswahl im Mai dieses Jahres bei der 1:3-Niederlage gegen Ungarn eingesetzt worden.